# Oberonia salakana
Oberonia salakana är en orkidéart som beskrevs av Johannes Jacobus Smith. Oberonia salakana ingår i släktet Oberonia och familjen orkidéer. Inga underarter finns listade i Catalogue of Life.